# Romeo Neri
Romeo Neri (n. 26 martie 1903, Rimini, Italia – d. 23 septembrie 1961, Rimini, Italia) a fost un gimnast artistic ce a reprezentat Italia, medaliat olimpic. A participat la 2 ediții ale Jocurilor Olimpice (1928, 1932) în care a câștigat trei medalii de aur și o medalie de argint.